# Trichocentrum chrysops
Trichocentrum chrysops är en orkidéart som först beskrevs av Heinrich Gustav Reichenbach, och fick sitt nu gällande namn av Soto Arenas och Rolando Jiménez Machorro. Trichocentrum chrysops ingår i släktet Trichocentrum och familjen orkidéer. Inga underarter finns listade i Catalogue of Life.